# Great Wygill
Der Great Wygill ist ein Wasserlauf in Cumbria, England. Er entsteht aus dem Zusammenfluss des Back Gutter und zweier unbenannter Zuflüsse östlich des Brownber Tarn. Er fließt in nordöstlicher Richtung. Bei seinem Zusammenfluss mit dem Rea Gill entsteht der hier in seinem Oberlauf Ease Gill genannte Sleightholme Beck.